# Lázek
 Lázek – wzniesienie o wysokości 715 m n.p.m. położone w północno-wschodnich Czechach, w Sudetach Środkowych, w północno-zachodniej części masywu Wyżyna Zabrzeska, około 1,8 km, na północny wschód od miejscowości Cotkytle, którego szczyt należy do Korony Sudetów.
Lázek jest najwyższym wzniesieniem Wyżyny Zabrzeskiej, górującym nieznacznie nad miejscowościami Cotkytle od strony północno-wschodniej strony i Herbortice od strony północnej. Wyrasta w północnym fragmencie grzbietu, w kształcie wyraźnego kopca o dość stromych zboczach. Wznosi się w niewielkiej odległości od sąsiedniego bezimiennego wzniesienia o wysokości 684 m n.p.m., położonego po wschodniej stronie, od którego oddzielony jest niewielkim siodłem. Zbocze północne opada stromo w stronę doliny Potoku Granicznego, zbocza południowe kierujące się w stronę miejscowości Strážná są łagodniejsze. Podłoże wzniesienia zabudowane jest z skał metamorficznych, gnejsów, łupków i szarogłazów. Partie szczytowe i zbocza wzniesienia częściowo połaciami porasta las mieszany, niezalesione partie zbocza zajmują łąki i częściowo pola uprawne.
Na szczycie stoi chata turystyczna Reichela z 1933 r. oraz wspomniana wieża widokowa zbudowana w I połowie XX wieku. Rozpościera się z niej widok na szczyty Gór Orlickich, Pogórze Orlickie, Wysoki Jesionik, przedgórze Jesioników i okoliczne wzniesienia oraz miasto Lanškroun. Szczyt Lázka jest symbolem północnomorawskiego ruchu oporu walczącego z nazistami w okresie drugiej wojny światowej; niedaleko wierzchołka, w pobliżu schroniska na skraju lasu, znajduje się pomnik poświęcony poległym. Położenie wzniesienia, kształt i wyraźna część szczytowa z wieżą widokową i masztem nadajnika, czynią wzniesienie rozpoznawalnym w terenie.
Przez Lázek prowadzą trzy szlaki turystyczne:
- żółty z Drozdowskiej Piły do Herbortic
- czerwony z Cotkytlów na Strážną
- zielony z Cotkytlów do Olbrachcic nad Orlicą